# Strobe Festival
Strobe és el Festival de Vídeo i Art Digital de les Terres de l'Ebre que tingué lloc a Amposta. L'organitza Lo Pati, Centre d'Art de les Terres de l'Ebre d'Amposta, i la direcció és a càrrec de Blai Mesa i Rosés. La primera edició d'aquest festival va ser el 2005, i la sèptima, el 2011, quedant interromput el 2012 i 2013, i reprès en 2014 fins a la darrera edició, de 2016 Cada edició té una durada d'uns dos mesos, plantejat com la unió de diferents manifestacions artístiques en diferents espais i moments, compartint el mateix objectiu i reflexió al voltant d'un concepte relacionat en l'art contemporani.
El 2003, l'alcalde d'Amposta Joan Maria Roig i Grau va iniciar els treballs per construir a la ciutat un espai d'art permanent. Des d'aleshores fins a l'octubre de 2010, l'EAV es va consolidar com un nucli molt actiu, que va produir al voltant de quaranta exposicions i altres activitats de difusió de l'art contemporani. Va ser en aquest context quan l'any 2005 va néixer el Festival de Vídeo i Art Digital Strobe, certamen que ha aconseguit transcendir el marc local projectant-se internacionalment i assolint pactes estables de col·laboració amb entitats com Hangar.
Entre 2007 i 2010, gràcies a un acord entre l'Ajuntament d'Amposta i la Generalitat de Catalunya, es va construir l'edifici del centre ubicat en el pati posterior del Museu del Montsià, en un solar cèntric de 1.450 m2 propietat de l'Ajuntament. Més de la meitat de l'espai es va deixar lliure per disposar d'un espai obert, a manera de plaça pública. La inversió municipal per a la construcció del centre fou d'1.075.639,41 €. El 30 d'octubre de 2010, el conseller J.M. Tresserres i l'alcalde M. Ferré van inaugurar el Centre d'Art de les Terres de l'Ebre. El 14 de desembre del mateix any va rebre la consideració, per part del parlament de Catalunya, de centre reconegut i adscrit a la Xarxa de Centres d'Arts Visuals de Catalunya.
En les edicions de 2014 a 2016 el festival es va centrar en l'humor.